# Zion Lodge
Zion Lodge est le seul hôtel situé à l’intérieur du parc national de Zion au sud-ouest de l’État de l’Utah aux États-Unis.
L’architecte Gilbert Stanley Underwood est à l’origine de la conception du lodge dans un style rustique au début des années 1920. Le bâtiment avait pour but d’accueillir les touristes venus visiter le tout nouveau parc national (1919).
Un incendie ravage le bâtiment en 1966. Il sera reconstruit en moins de 100 jours mais son aspect initial ne sera pas conservé dans l’empressement de la réouverture. Une restauration eut lieu en 1990 en vue de lui redonner son aspect originel.
En plus du bâtiment principal, le complexe hôtelier dispose également de plusieurs bâtiments originaux. Parmi ceux-ci se trouvent des constructions de 1927 et 1929. Le dortoir des employés a quant à lui été construit en 1927 et d’autres bâtiments de service en 1937. Tous ces bâtiments secondaires ont également été conçus par Underwood et sont protégés au sein du district historique de Zion Lodge – Birch Creek depuis les années 1980.
Le 12 avril 1995, un glissement de terrain obstrua le cours de la Virgin River en aval de l’hôtel. En deux heures, la rivière déviée détruisit par érosion une partie du seul chemin d’accès à l’hôtel. 450 personnes restèrent bloquées dans l’hôtel. Une route provisoire fut construite en 24 heures pour permettre l’évacuation des clients et du personnel. L’accès à l’hôtel fut à nouveau possible à partir du 25 mai 1995.